# ميغان بارنارد
ميغان بارنارد (بالإنجليزية: Megan Barnard)‏ هي مقدمة تلفزيونية أسترالية، ولدت في 4 سبتمبر 1984.